# La mujer alta
La mujer alta es un cuento de terror escrito por Pedro Antonio de Alarcón en 1881, que se publicó en la colección de Narraciones inverosímiles del autor en 1882.

## Sinopsis
En el verano de  1875, Gabriel, durante una excursión a la sierra de Guadarrama de Madrid, cuenta a sus amigos la siguiente historia:
Telesforo, el mejor amigo de Gabriel, tenía ante sí un porvenir prometedor. Ingeniero de caminos, y prometido a Joaquina Moreda, una bella y rica heredera de noble cuna, todo le sonreía.
Sin embargo, una noche de 1857, después de salir de una casa de juego donde pierde toda su fortuna, encuentra a una misteriosa mujer de unos 60 años, alta, inmóvil en el quicio de una puerta, que le sonríe con su boca desdentada. Su aspecto produce escalofríos, más cuando se da cuenta de que le sigue a corta distancia. Temiendo que pueda tratarse de un hombre disfrazado, quizá un ladrón o asesino, echa a correr, y la pierde de vista. Al llegar a su casa, le comunican la muerte de su padre.
Dos años después, también de madrugada, vuelve a encontrar a la  mujer, con el mismo atuendo y la misma sonrisa maléfica. En esta ocasión, furioso, la ataca, pero ella se burla de él y escapa. Al día siguiente se entera de la muerte repentina de Joaquina. Desesperado, se pregunta quién puede ser la mujer alta. ¿La muerte? ¿El demonio? ¿O será todo una coincidencia? 
Todo esto le cuenta a Gabriel, que trata de consolarlo. Pocos días después, Telesforo enferma gravemente, y Gabriel tiene que volver a Madrid. Transcurridos unos meses, Gabriel se entera de la muerte de su amigo. Al entierro asiste una vieja que se ríe impíamente durante la ceremonia y marcha delante de los enterradores. Su aspecto coincide con el relatado por Telesforo. De pronto, se fija en Gabriel, y este teme heredar el infortunio de Telesforo, y teme por su vida.